# Grace Wales Shugar
Grace Wales Shugar (ur. 10 maja 1918 w Montrealu, w Kanadzie, zm. 19 sierpnia 2013) – polska psycholingwistka pochodzenia kanadyjskiego, prof. dr hab., twórczyni warszawskiego ośrodka psycholingwistyki rozwojowej. Była małżonką biofizyka Dawida Shugara.

## Życiorys i praca naukowa
Absolwentka studiów humanistycznych na McGill University w Montrealu, w jej rodzinnej Kanadzie. Po wojnie wraz z mężem, znanym biofizykiem, przeniosła się do Europy, początkowo Francji, a potem do Belgii. Gdy w 1952 David Sugar przybył do Polski na zaproszenie Leopolda Infelda, Grace przyjechała tu wraz z nim i pięcioletnią córką. Początkowo pracowała w Polskim Radio, potem uczyła języka angielskiego w warszawskich liceach i w Spółdzielni „Lingwista”. W 1964 uzyskała tytuł magistra pedagogiki na UW zajęła się pracą naukową i dydaktyczną. Pracowała początkowo w Szkole Języków Obcych, potem w Instytucie Lingwistyki Stosowanej, a od 1973 w Instytucie Psychologii. W 1973 otrzymała tytuł doktora psychologii, a w 1979 doktora habilitowanego w zakresie psycholingwistyki rozwojowej. W 1985 otrzymała tytuł profesora nauk humanistycznych. 
Od 1992 na emeryturze.  W 1996 r., wyróżniona Nagrodą im. Tadeusza Tomaszewskiego za pracę – Dyskurs dziecięcy. Rozwój w ramach struktur społecznych opublikowaną w 1995 r. Redaktor Polish Psychological Bulletin i Psychology of Language and Communication.
Uznawana za jednego z twórców i inicjatorów badań z zakresu psycholingwistyki rozwojowej w Warszawie. Przez wiele lat piastowała stanowisko kierownika Zespołu do Badań Procesów Poznawczo-Językowych Małego Dziecka przy Zakładzie Psycholingwistyki.